# Crêpe
Crêpe (množné číslo: crêpes) je druh palačinky, obvykle vyrobený z pšeničné mouky, ale originálně také s krupicí, moukou kukuřičnou, rýžovou, čočkovou apod.
Název pokrmu je francouzského původu a je odvozený z latinského crispa, což znamená „vlnitá, kadeřavá“.
Crêpes pocházejí z oblasti Bretaně na severozápadě Francie, avšak v současnosti jsou rozšířené po celé Francii a považovány za francouzské národní jídlo. Populární jsou rovněž v severní a jižní Americe. V Bretani jsou tradičně podávány s jablečným moštem. Crêpes se podávají s různými druhy náplně, a to jak „na sladko“ s náplní, jako je nutella, javorový sirup, našlehaný krém, ovoce, zavařeniny atp., tak „na slano“ (sýr, šunka, špenát, vejce, houby, ratatouille atp.).
Crêpes se připravují nalitím tekutého těsta na rozpálenou pánev nebo plochou kruhovou plotnu, originálně kamennou, která je potřena lehce máslem či olejem. Těsto je po pánvi rozloženo rovnoměrně ve velmi tenké vrstvě buď nakláněním pánve nebo rozetřením těsta speciálním kuchařským náčiním (palačinkovou paličkou).
Speciálním druhem těchto palačinek je crêpe Suzette.